# Зелёный (Башкортостан)
Зелёный (баш. Зелёный) — деревня в Бирском районе Республики Башкортостан Российской Федерации. Входит в состав Бурновского сельсовета.

## География

### Географическое положение
Расстояние до:
- районного центра (Бирск): 12 км,
- центра сельсовета (Старобурново): 12 км,
- ближайшей ж/д станции (Уфа): 110 км.

## Население
| 2002 | 2009 | 2010 |
| ---- | ---- | ---- |
| 326  | ↗333 | ↘278 |